# Гарфилд (филм из 2024)
Гарфилд (енгл. The Garfield Movie) америчка је филмска комедија из 2024. базирана на стрипу Гарфилд Џима Дејвиса. Режију потписује Марк Диндал, по сценарију Пола А. Каплана, Марка Торгоува и Дејвида Ренолдса. Насловном лику глас позајмљује Крис Прат, док филм прати Гарфилда који се поново састаје са својим дуго изгубљеним оцем, уличном мачком по имену Вик, присиљен да му се придружи у пустоловини с великим улогом.
Биоскопски је објављен 24. маја 2024. у Сједињеним Америчким Државама, односно 23. маја исте године у Србији. Наишао је на углавном негативне рецензије критичара.

## Радња
Након што се његов диван, опуштен и сит живот са Џоном и Одијем потпуно промени када га посети његов отац Вик, Гарфилд мора да крене у авантуру где ће научити нешто потпуно неочекивано.

## Гласовне улоге
| Улога       | Енглески глас     | Српски глас |
| ----------- | ----------------- | ----------- |
| Гарфилд     | Крис Прат         |             |
| Вик         | Самјуел Л. Џексон |             |
| Џинкс       | Хана Вадингам     |             |
| Ото Едетал  | Винг Рејмс        |             |
| Џон Арбакл  | Николас Хоулт     |             |
| Марџ Мелоун | Сесили Стронг     |             |
| Оди         | Харви Гиљен       |             |
| Роланд      | Брет Голдстајн    |             |
| Нолан       | Боуен Јанг        |             |
| Морис       |                   |             |